# Little Italy (Manhattan)

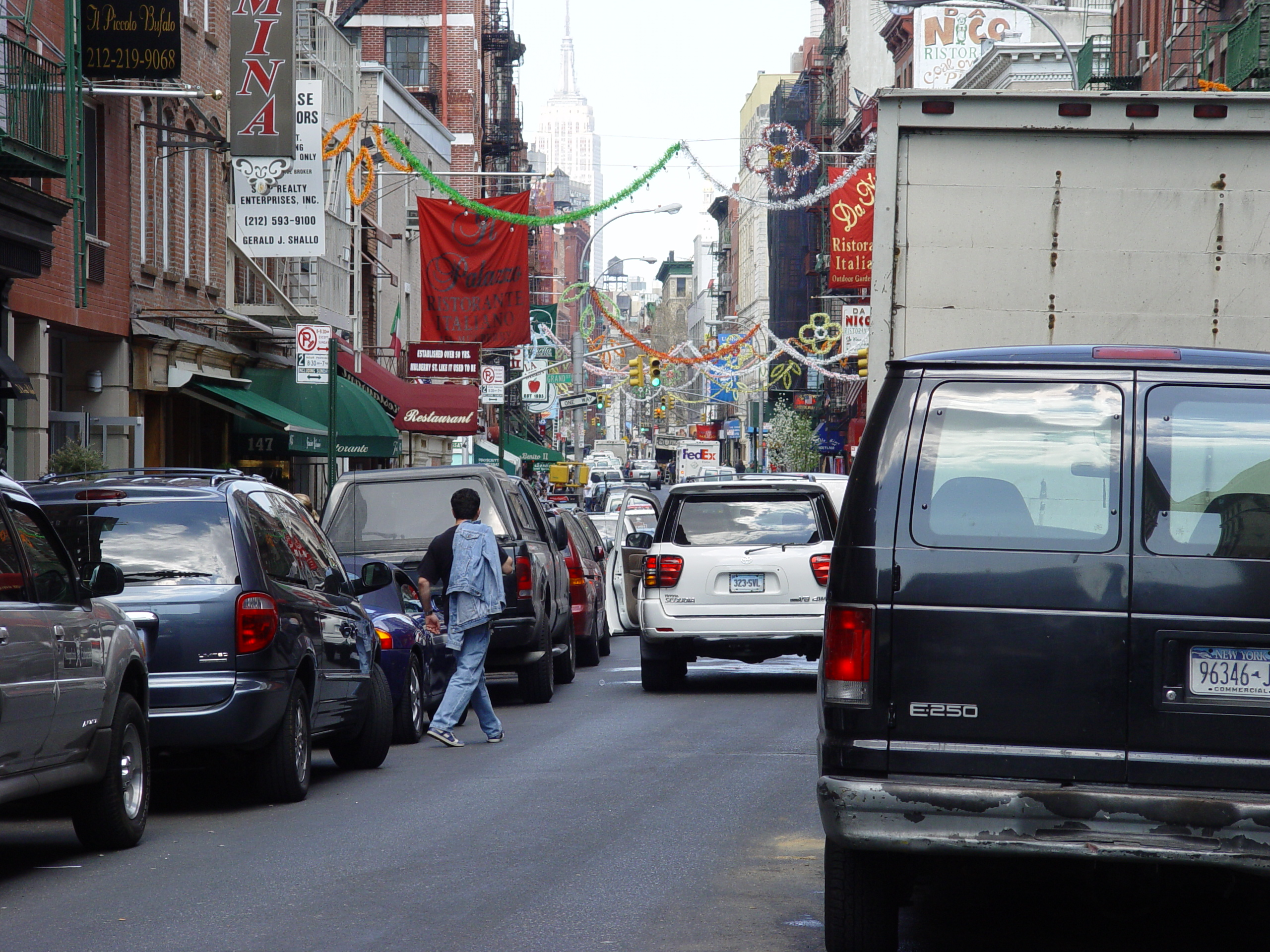
Little Italy. 2005

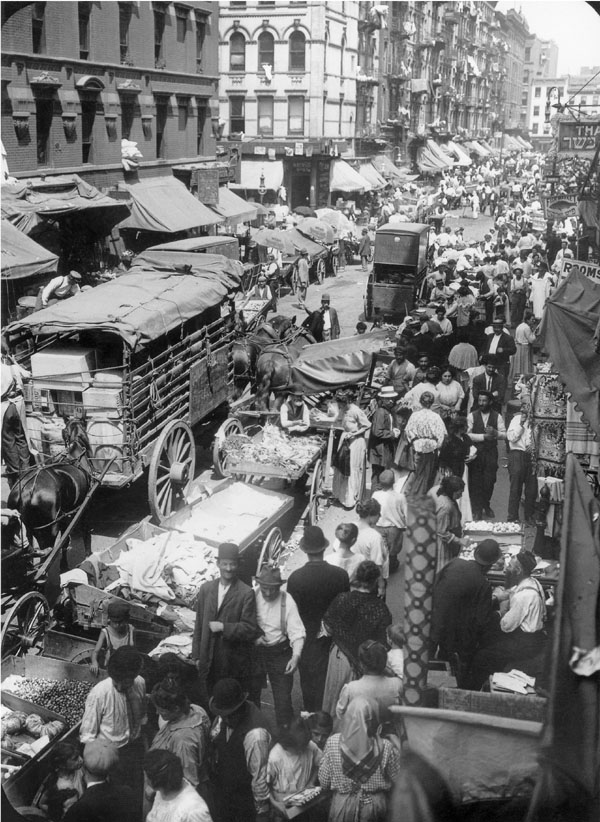
Hester Street, Little Italy, 1903

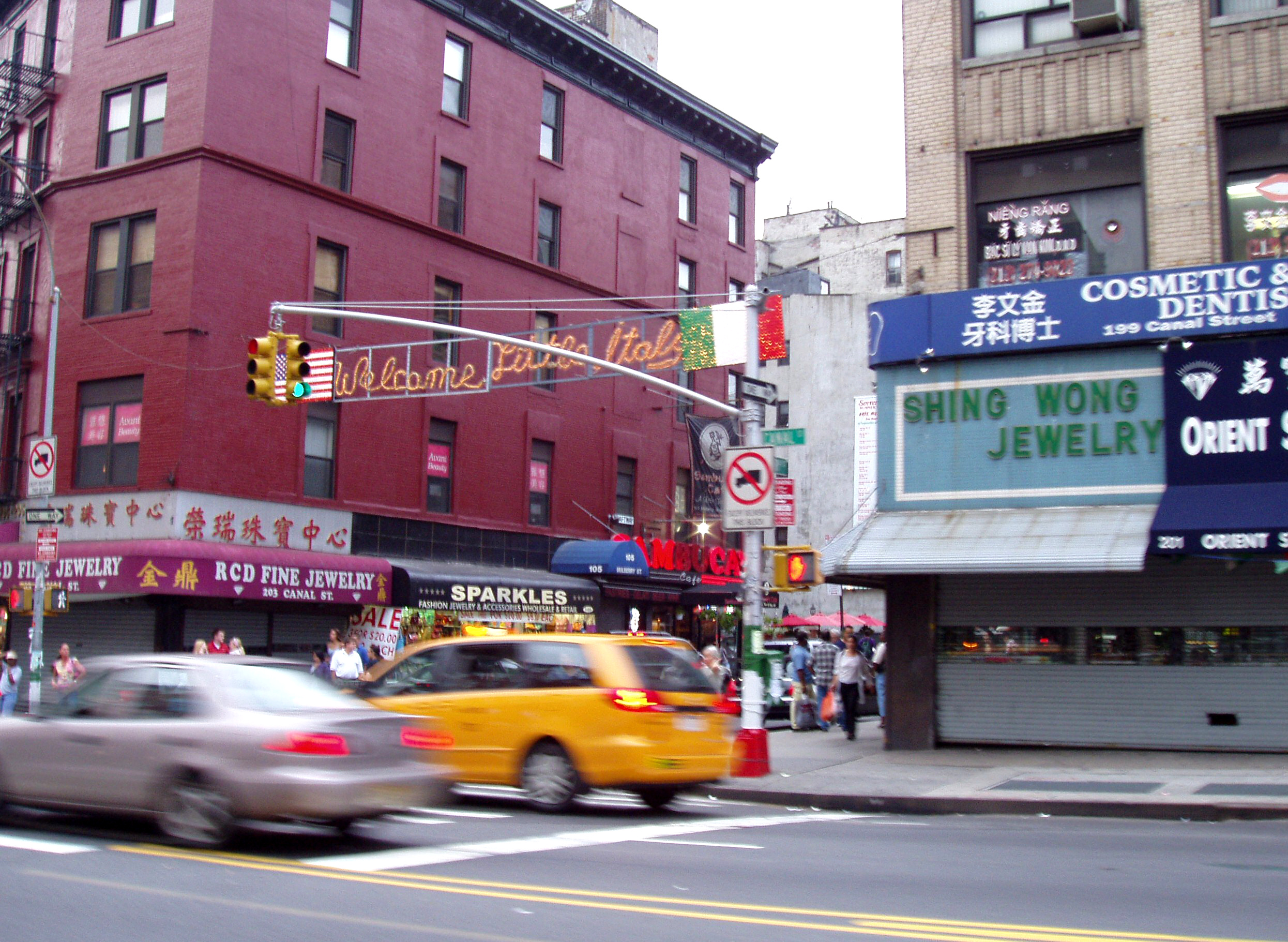
Canal Street, grens tussen Little Italy en Chinatown, 2004

Little Italy of klein Italië is een buurt in het zuiden van Manhattan in New York, eens bekend om haar vele Italiaanse immigranten. Nu zijn er nog veel Italiaanse restaurants en winkels.
In het verleden strekte Little Italy zich uit tot Bayard Street in het zuiden, Bleecker Street in het noorden, Lafayette Street in het westen en de Bowery in het oosten. Toen in het midden van de twintigste eeuw Italiaanse Amerikanen Manhattan verruilden voor andere stadsdelen, buurten en buitenwijken slonk de buurt. Grote delen van Little Italy werden opgeslokt door China Town toen immigranten uit China en andere Oost-Aziatische landen zich in de buurt vestigden. De noordkant van Little Italy bij Houston Street verloor zijn Italiaanse karakter. Deze buurt staat nu bekend als NoLIta, een afkorting van North of Little Italy. Vandaag is alleen nog het stuk van Mulberry Street tussen Broome en Canal Streets herkenbaar als Little Italy. Hier zitten veel Italiaanse restaurants die gewild zijn bij toeristen.
Het Feest van San Gennaro is een grote braderie op Mulberry Street, tussen Houston Street en Canal Street die elke september 11 dagen duurt.
Andere Italiaans-Amerikaanse buurten in New York zijn Little Italy in de Bronx (op Arthur Avenue, in het Fordhamdeel van The Bronx), Bensonhurst (Brooklyn), Howard Beach (Queens) en het hele stadsdeel Staten Island, waar 44,5% van de bewoners van Italiaanse afkomst is.

## Bendes: de maffia
Aan het begin van de twintigste eeuw kwam de georganiseerde misdaad op in Little Italy. Machtige leden van de Italiaanse maffia maakten de buurt onveilig, zoals
- "The Wolf" Lupo, Morello-bende, jaren 80 van de negentiende eeuw - jaren '20 van de twintigste eeuw
- Michele "Mike Miranda" Miranda, Genovese-bende, jaren 50 - eind jaren 60
- Peter DeFeo, Genovese-bende organiseerde een illegale Italiaanse loterij, jaren 60-'70
- Matthew "Matty the Horse" Ianniello, Genovese-bende vanuit zijn restaurant Umberto's Clam House, jaren 70
- John Gotti, Gambino-bende vanuit de Ravenite Social Club, jaren 80-'90

## Foto's

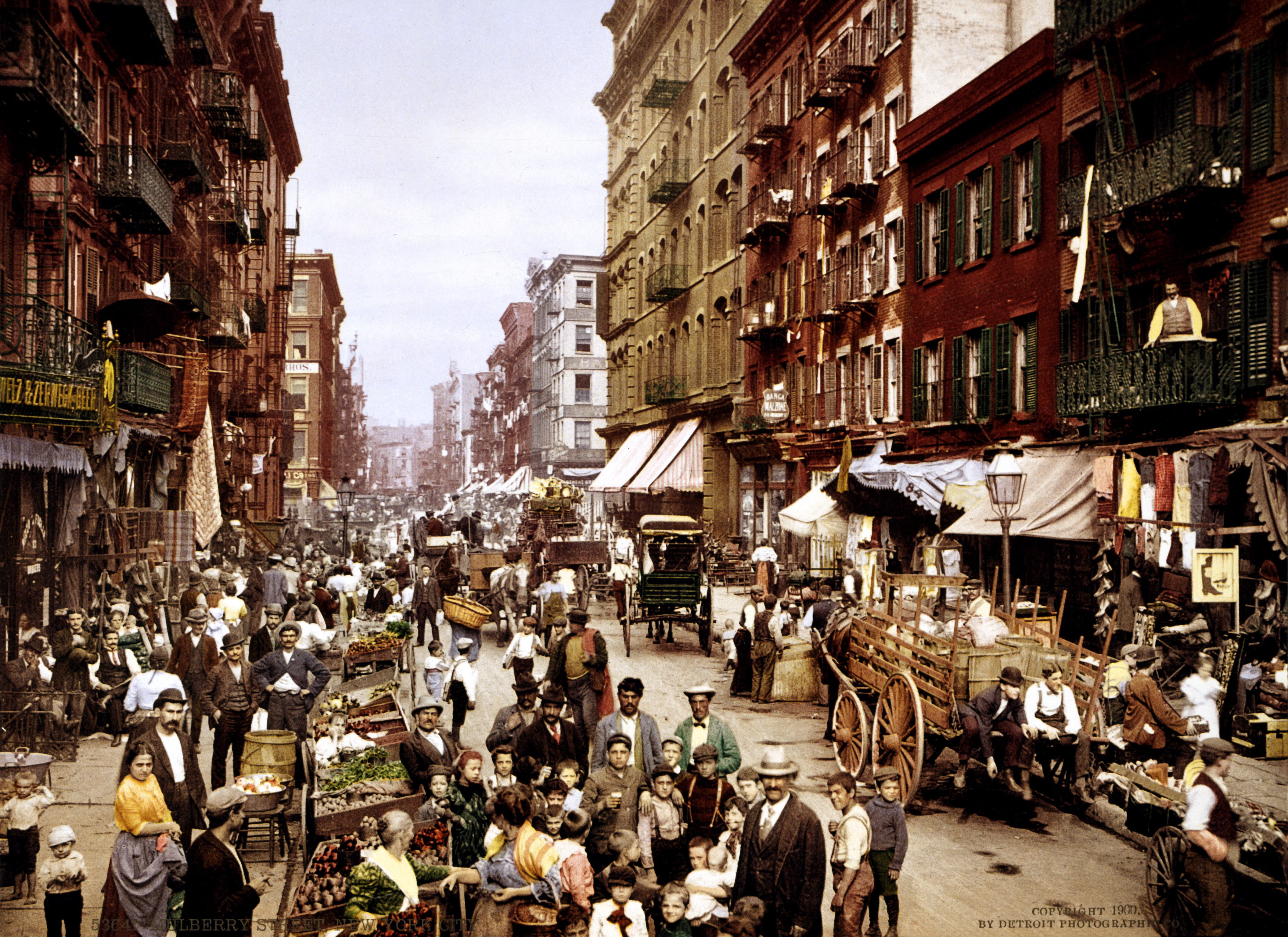
Mulberry Street rond 1900
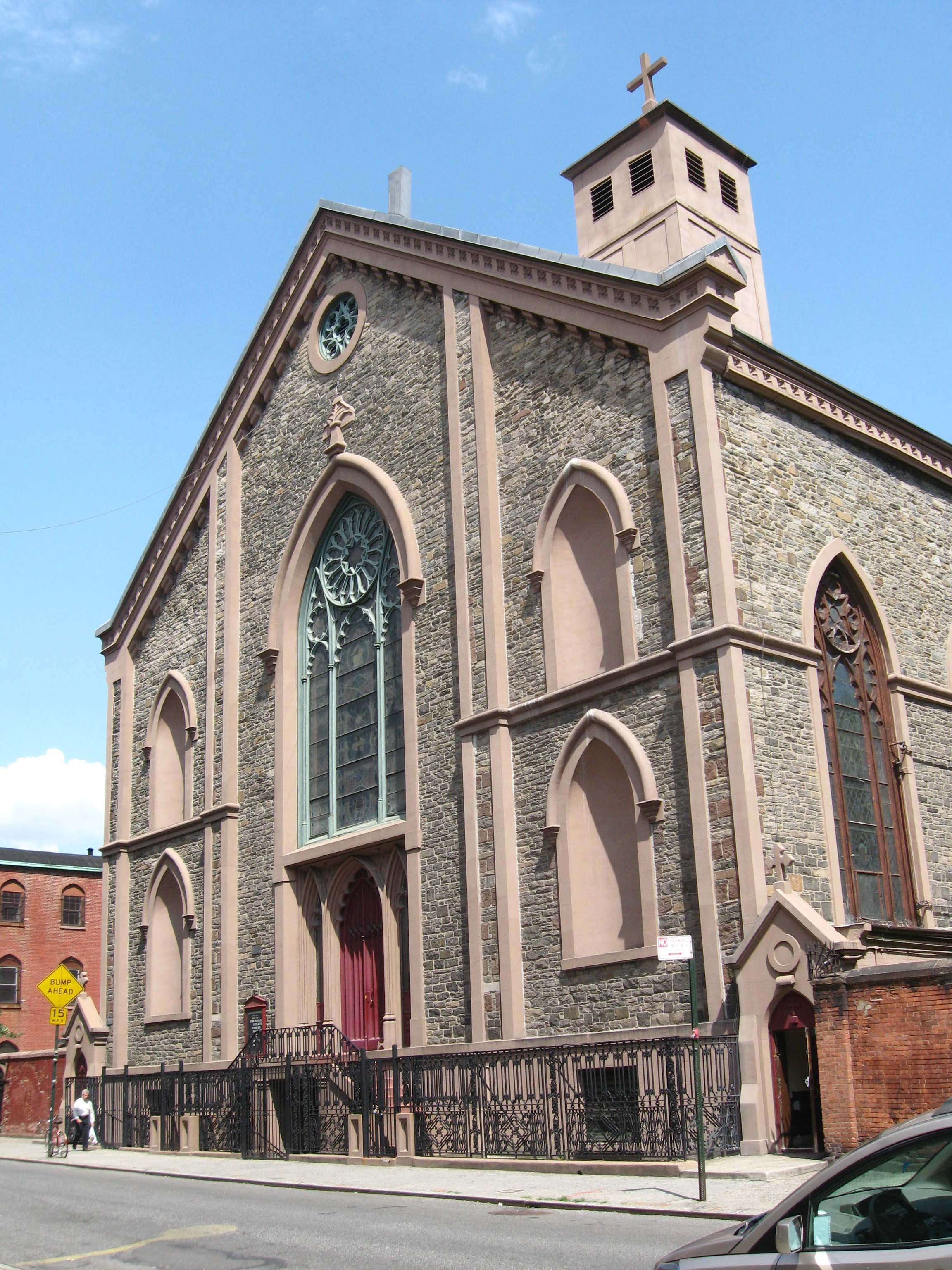
St. Patrick's Old Cathedral vanuit Mulberry Street.
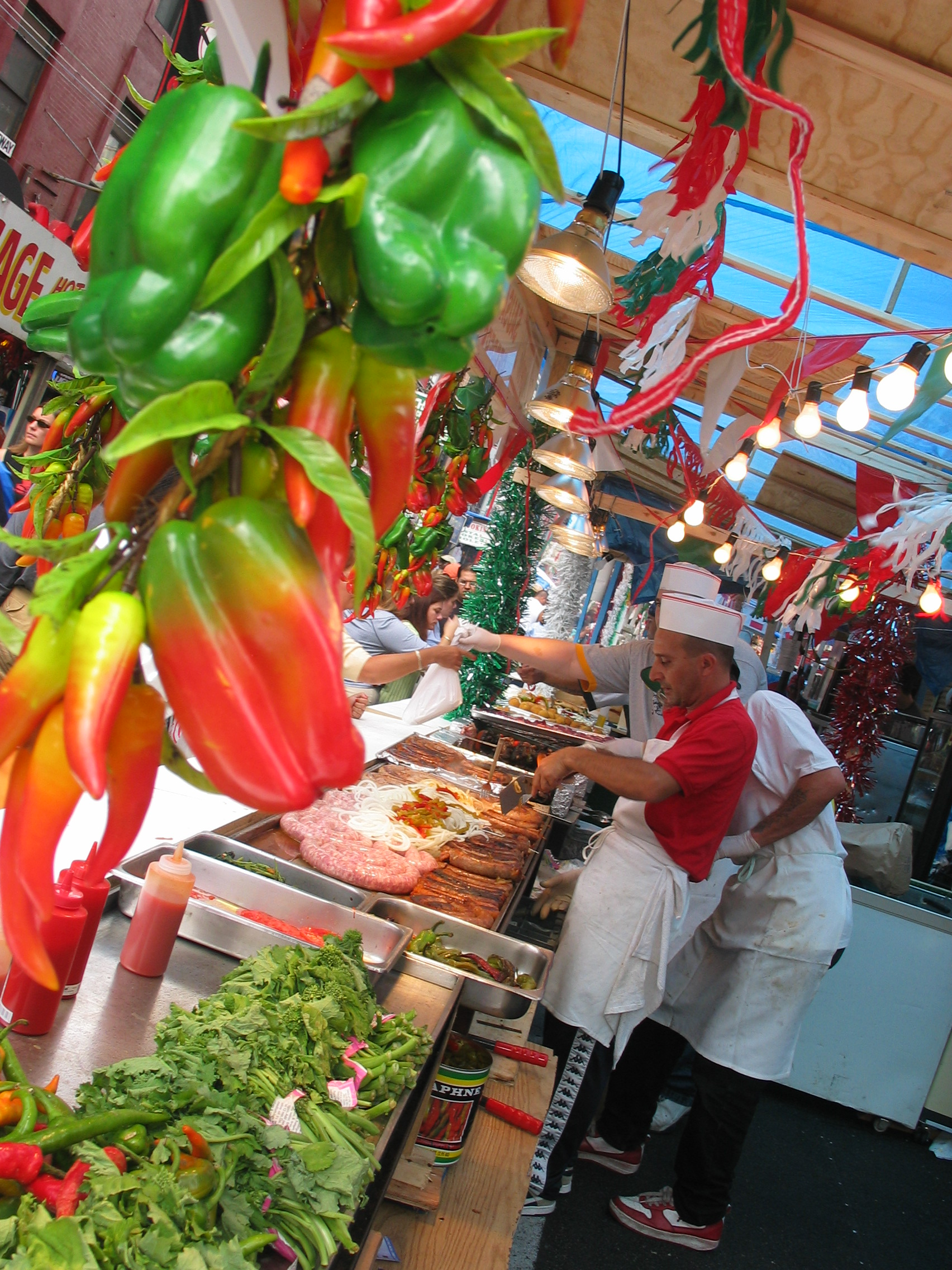
Eetkramen langs de straat in Little Italy tijdens het Feest van San Gennaro.
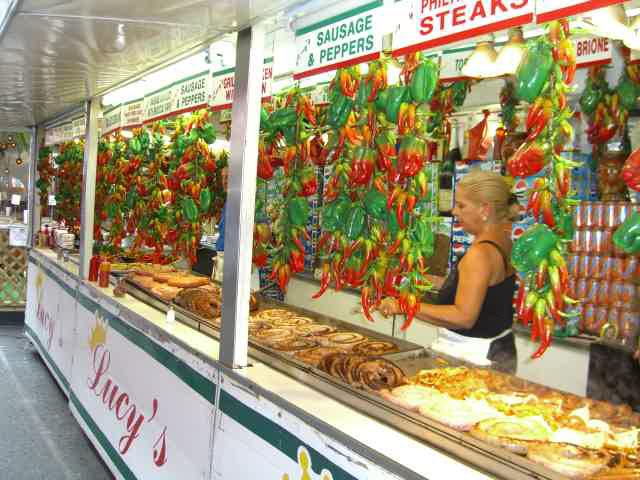
Straatverkopers met onder meer cheesesteak sandwiches en worstjes

## Little Italy in stripalbums
De stripreeks Bloed & Stilte van Corteggianni (tekst) en Males (tekeningen) van Uitgeverij Talent speelt zich af in de buurt Little Italy. De strip gaat over het ontstaan, de bloei en de stille dood van de Italiaanse New Yorkse maffia in de 20e eeuw, met als tweede album Mulberry Street. In de stripreeks Robbedoes en Kwabbernoot, Robbedoes en Kwabbernoot in New York en Luna Fatale raken Robbedoes en Kwabbernoot betrokken in de strijd tussen Italiaanse maffiosi geleid door Don Cortizone en de Chinese Triades uit het expanderende China Town.